# ヨハン・ミカン

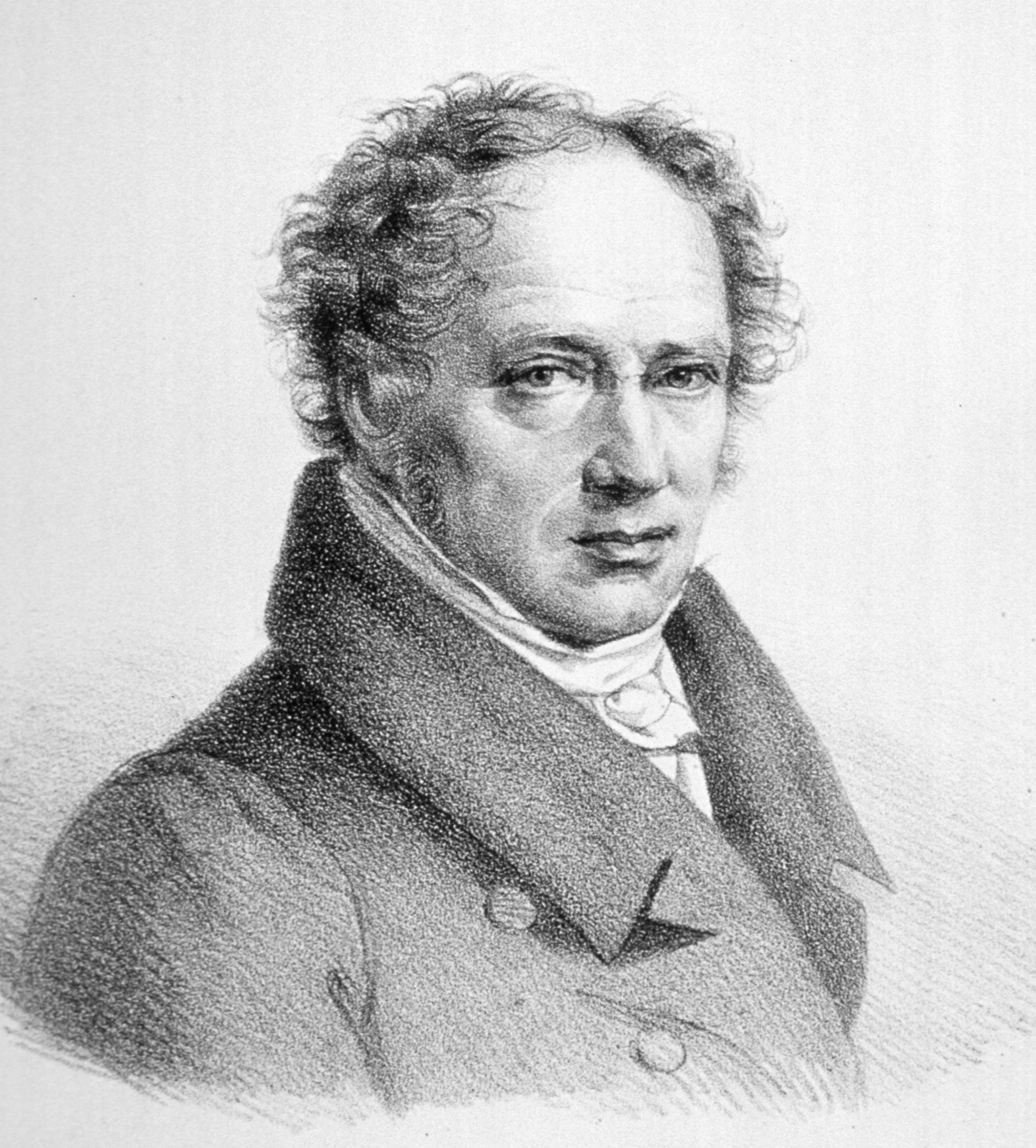
Johann Christian Mikan (1769–1844)

ヨハン・ミカン（Johann Christian Mikan、1769年12月5日 - 1844年12月28日）はオーストリア（チェコ）の博物学者である。

## 生涯
現在のチェコのテプリツェに生まれた。父親は植物学者、医師のヨーゼフ・ゴットフリード・ミカン（Joseph Gottfried Mikan）である。
1793年にプラハ大学で学位を取得し、しばらく医師として働きながら、植物学と昆虫学を学び、1796年にプラハ大学の植物学の教授、1800年に博物学の教授となった。1811年には、スペイン、マルタ島やバレンシア地方を調査した。
神聖ローマ皇帝フランツ2世の皇女、マリア・レオポルディナ・デ・アウストリアがブラジル皇帝ペドロ1世と結婚したのを機に行われた、1817年からのオーストリアのブラジル学術探検でリーダーを務めた3人の博物学者の一人で、ヨハン・バプティスト・エマニュエル・ポールを助手にしてリオデジャネイロやサンパウロ地域を担当した。1年後にミカンはポールを残して、帰国したが、収集した標本はウィーン自然史博物館に収蔵されている。
著書に"Monographia Bombyliorum Bohemiae, iconibus illustrata" (1796)や昆虫に関する"Entomologische Beobachtungen, Berichtigungen und Entdeckungen" (1797)があり、ブラジルの植物・動物に関する"Delectus Florae et Faunae Brasiliensis, etc." （1820）がある。
キンゴシライオンタマリン（キンゴシタマリン） Leontopithecus chrysopygus などの多くの種について記載している。
動物学の学名の命名者としてはMikanと表記される。